# Mean Girls 2
Mean Girls 2 è un film del 2011 diretto da Melanie Mayron, remake del film Mean Girls pubblicato nel 2004.
Il film  fu trasmesso inizialmente negli Stati Uniti d'America il 23 gennaio 2011 dall'emittente televisiva ABC Family, ed è poi uscito in tutto il mondo direttamente in home video con una versione in DVD-Video il successivo 1º febbraio.

## Trama
Il film narra le vicende di Joanna Mitchell (Meaghan Jette Martin), detta Jo, una nuova studentessa alla North Shore High School, figlia di un costruttore di auto da corsa per la NASCAR. Al suo primo giorno, Jo conosce l'artista Abby Hanover, che Mandi Weatherly, leader delle Barbie, odia. Jo decide di distruggere il gruppo delle Barbie causa di torti e malefatte subite tra equivoci e fraintendimenti.

## Personaggi
- Meaghan Jette Martin: Jo Mitchell, ha 17 anni, diventerà acerrima rivale delle Barbie.
- Maiara Walsh: Mandi Weatherly, leader delle nuove Barbie del liceo North Store.
- Jennifer Stone: Abby Hanover, ragazza alternativa, rivale di Mandi e futura migliore amica di Jo.
- Nicole Anderson: Hope Plotkin, fa parte delle Barbie ed è ipocondriaca.
- Krystal Chavez: Daisy Garcia
- Claire Holt: Chastity Meyer, ragazza svampita e molto popolare, che fa parte anche lei delle Barbie. È ossessionata dai ragazzi.
- Diego Boneta: Tyler Adams, fratellastro di Mandi e futuro fidanzato di Jo.
- Tim Meadows: Principal Ron Duvall, preside della scuola, presente anche nel primo film.
- Colin Dennard: Elliot Gold
- Amber Wallace: Violet
- Rhoda Griffis: Ilene Hanover, madre di Abby.
- Chantel Hernandez: Rana
- Bethany Anne Lind: Quinn Shinn

Molti dei personaggi di Mean Girls 2, sono l'equivalente degli originali nel primo film.
- Jo Mitchell = Cady Heron
- Abby Hanover = Janis Ian
- Mandi Weatherly = Regina George
- Hope Plotkin = Gretchen Wieners
- Chastity Meyer = Karen Smith
- Tyler Adams = Aaron Samuels

## Produzione
Il film è stato girato ad Atlanta, Georgia dal 6 al 31 luglio 2010. Il trailer ufficiale (in inglese) è stato pubblicato il 22 novembre 2010.